# Coupe d'Italie féminine de football 2017-2018
Navigation
Édition précédente Édition suivante
La 46e Coupe d'Italie féminine de football se déroule entre le 27 août 2017 et le 26 mai 2018. La Fiorentina remet en jeu son titre obtenu en 2017.
Soixante neuf équipes participent à la compétition. Ce sont les douze équipes disputant la première division italienne et les cinquante sept issues elles des quatre groupes de la deuxième division.

## Troisième tour
| Club recevant            | Score | Club visiteur        | Lieu de la rencontre | Date       |
| ------------------------ | ----- | -------------------- | -------------------- | ---------- |
| ACF Brescia              | 5-1   | Inter Milano         |                      | 21 février |
| UPC Tavagnacco           | 9-1   | Trento Clarentia     |                      | 22 février |
| AGSM Vérone              | 3-1   | Atalanta Mozzanica   |                      | 22 février |
| Novese                   | 0-8   | Juventus             |                      | 22 février |
| USD San Zaccaria/Ravenne | 3-0   | Sassuolo Femminile   |                      | 22 février |
| Empoli Ladies FBC        | 0-4   | Fiorentina           |                      | 22 février |
| APD Jesina               | 1-0   | Latina               |                      | 22 février |
| Res Roma                 | 0-2   | Pink Sport Time Bari |                      | 22 février |

## Quarts de finale
| Quart de finale 1  | AGSM Vérone     | 1-1   | UPC Tavagnacco | Stadio Aldo Olivieri          |                               |
| 1er mai 2018 17:00 |                 | (0-0) |                | Arbitrage : Silvia Gasperotti | Arbitrage : Silvia Gasperotti |
| 1er mai 2018 17:00 | Tirs au but 2-3 |       |                | Arbitrage : Silvia Gasperotti | Arbitrage : Silvia Gasperotti |

| Quart de finale 2 | Pink Sport Time Bari | 7-2   | APD Jesina | Stadio Antonio Antonucci     |                              |
| 2 mai 2018 15:00  |                      | (4-1) |            | Arbitrage : Martina Molinaro | Arbitrage : Martina Molinaro |

| Quart de finale 3 | Juventus | 0-1   | ACF Brescia | Juventus Center             |                             |
| 2 mai 2018 15:00  |          | (0-1) |             | Arbitrage : Deborah Bianchi | Arbitrage : Deborah Bianchi |

| Quart de finale 4 | Fiorentina | 7-0   | USD San Zaccaria/Ravenne | Stadio comunale Gino Bozzi     |                                |
| 2 mai 2018 15:00  |            | (2-0) |                          | Arbitrage : Stefania Menicucci | Arbitrage : Stefania Menicucci |

## Demi-finales
| Demi-finale 1     | ACF Brescia | 1-0 | UPC Tavagnacco |  |
| 22 mai 2018 15:00 |             |     |                |  |

| Demi-finale 2     | Pink Sport Time Bari | 1-3 | Fiorentina |  |
| 16 mai 2018 15:00 |                      |     |            |  |

## Finale
| Finale      | Fiorentina | 3-1   | ACF Brescia |  |  |
| 26 mai 2018 |            | (3-0) |             |  |  |